# Zofia de Ines-Lewczuk
Zofia de Ines-Lewczuk, Zofia de Ines (ur. 15 maja 1948 w Rybniku) – scenografka teatralna, operowa, baletowa, filmowa i telewizyjna.
W 1972 roku ukończyła studia na Wydziale Architektury Politechniki Krakowskiej, a w 1975 także Podyplomowe Studium Scenografii Akademii Sztuk Pięknych w Krakowie.
Debiutowała w 1975 roku przygotowując kostiumy do „Białego małżeństwa” Tadeusza Różewicza – w reżyserii Kazimierza Brauna we wrocławskim Teatrze Współczesnym. W 1976 roku na tej samej scenie opracowała scenografię do kolejnych realizacji Brauna – „Kleopatry i Cezara” Cypriana Kamila Norwida, „Anny Liwii” Macieja Słomczyńskiego na podstawie Jamesa Joyce’a, a w 1977 roku do „Operetki” Witolda Gombrowicza.
Ma w dorobku ponad sto różnych realizacji w kraju i za granicą. Pracowała m.in. z takimi reżyserami, jak: Henryk Baranowski, Jerzy Jarocki, Adam Hanuszkiewicz, Maciej Prus, Marek Weiss-Grzesiński, Krzysztof Zaleski, Wojciech Misiuro (w ramach zespołu Teatru Ekspresji w Gdyni) oraz Ewa Wycichowska (w ramach Polskiego Teatru Tańca w Poznaniu).
Przez wiele lat współpracowała również z twórcą polskiego teatru pantomimy Henrykiem Tomaszewskim, z którym zrobiła m.in. „Rycerzy króla Artura”, „Syna marnotrawnego”, „Sen nocy letniej” a także „Orfeusza i Eurydykę” Christopha Glucka.
Tworzyła dla większości scen operowych w Polsce. Dla Opery Narodowej zaprojektowała scenografię do „Fausta” Gounoda, „Rossinian”, „Bolera” i „Carmina burana” w choreografii Antala Fodora oraz do „Rigoletta” Verdiego. W 2001 przygotowała w Teatrze Wielkim – Operze Narodowej dekoracje (wraz ze Sławomirem Lewczukiem) i kostiumy do „Strasznego dworu” Moniuszki w reżyserii Mikołaja Grabowskiego, w 2007 scenografię spektaklu „W krainie czarodziejskiego fletu” Mozarta, a w 2008 kostiumy do spektaklu „Magiczny Doremik” Ptaszyńskiej.
Ostatnie jej prace to m.in. projekty kostiumów do „Rigoletta” Giuseppe Verdiego w inscenizacji Henryka Baranowskiego w Operze Krakowskiej (2004), „Smutnej królewny” Michała Walczaka w reżyserii Pawła Aignera z warszawskiego Teatru Montownia (2004), oraz „Przypadków pana Von K.” według Heinricha von Kleista - spektaklu Ewy Wycichowskiej z Polskiego Teatru Tańca w Poznaniu (2005).
W 2013 została odznaczona Srebrnym Medalem „Zasłużony Kulturze Gloria Artis”.